# Vitalian (Byzanz)
Vitalian (lat. Flavius Vitalianus, mittelgriechisch Βιταλιανός Vitalianos; † Juli 520 in Konstantinopel) war ein oströmischer Heermeister und Politiker. Er rebellierte 513 in Thrakien gegen Kaiser Anastasios I.
Als Anastasios 511 den Patriarchen von Konstantinopel Makedonios absetzte und den monophysitischen Patriarchen von Antiochia zum Nachfolger ernannte, kam es im Oströmischen Reich zu Unruhen. Im Staurotheis-Aufstand 512 in Konstantinopel rief die orthodoxe Partei zunächst den hochrangigen Politiker Areobindus – gegen dessen Willen – zum Gegenkaiser aus. Ein Jahr später setzte sich der comes foederatorum Vitalian an die Spitze des Widerstands. Mit einer hunnischen und bulgarischen Streitmacht erschien er mehrmals vor der Hauptstadt, wurde aber – nachdem ihm von Anastasios zwischenzeitlich der Posten eines magister militum per Thracias zuerkannt worden war – 515 endgültig besiegt, woraufhin er untertauchte.
Unter Justin I. wurde Vitalian wiederum Heermeister und zum Konsul des Jahres 520 ernannt. Mutmaßlich auf Betreiben des Kaiserneffen Justinian wurde er allerdings noch im selben Jahr im Palast überfallen und ermordet. Euagrios unterstellt, Vitalian habe selbst nach dem Kaiserthron gestrebt, doch bleibt dies umstritten.